# Cauldron Lake
Cauldron Lake är en sjö i Antarktis. Den ligger i Östantarktis. Australien gör anspråk på området. Cauldron Lake ligger 53 meter över havet.